# Craciformes
Ordre
Classification phylogénétique
- Oiseaux
  - Néognathes
    - Galliformes
    - Anseriformes
    - Craciformes

Les Craciformes sont un ordre d'oiseaux dans la classification de Sibley et Monroe qui sont traditionnellement classés sous l'ordre des Galliformes.

## Liste des familles
- famille Cracidae - oiseaux de la zone néotropicale tels les ortalides, les hoccos et les pénélopes
- famille Megapodiidae - oiseaux de la zone australasienne, tels le leipoa, le maléo et les talégalles

## Publication originale
- Richard Bowdler Sharpe, A review of recent attempts to classify birds; an address delivered before the Second international ornithological congress on the 18th of May, 1891 (œuvre littéraire), 1891, [lire en ligne].